# Punk Lolita
O Punk lolita é uma subdivisão da Moda Lolita que mescla o estilo punk com o estilo lolita. É considerado mais difícil de combinar, já que o equilíbrio entre o agressivo do punk e o doce do lolita muitas vezes é prejudicado por certos elementos.
Os estilos de cores e estampas mais usados são o xadrez, combinações de preto e vermelho, listras, camisetas estampadas com motivos lolita, caveirinhas, correntes, saias rodadas, mangas fofas e outros itens basicamente lolita.
As garotas adeptas desse estilo de moda são denominadas punk lolitas.